# 東江環保
東江環保股份有限公司，簡稱東江環保股份，以及東江環保（英語：Dongjiang Environmental Company Limited，港交所：0895、深交所：002672），在1999年由张维仰先生，和其他股東創立專門在中國內地經營为工业废物处理和市政废物处理，前身為「深圳市東江環保股份有限公司」。地區包括深圳、广州、惠州、东莞、香港、江苏昆山、山东青岛、河北廊坊、云南昆明、重庆、松藻、湖南、邵阳、湖北武汉和北京等。
總部位於深圳市南山區高新區北區朗山路9號東江環保大樓，1樓，3樓，8樓北面，9-12樓，以及香港灣仔港灣道6-8號瑞安中心33樓06-12室。該股份在2003年1月29日於香港交易所創業板上市，該公司招股價為0.31至0.41港元之間，配售股份為170,500,000股H股，集資額為5286萬至6990萬港元之間，曾以8230.HK代碼上市，直至在2010年9月28日轉在主板上市。到了2011年尾，計劃在深圳證券交易所發行以2500萬股A股，集資額為4.4億元人民幣，配售發行價為約17.63元人民币，但由於受到不少問題，因此對事件也存在不明朗因素，但最終也成功通過上市。

## 連結
- Dongjiang.com.cn （页面存档备份，存于）